# Трузсон, Иван Христианович
Иван Христианович Трузсон (Труссон) (нем. Johann Baptist Christian Trousson; 1780—1843) — инженер-генерал-лейтенант русской императорской армии.

## Биография
Родился 2 сентября 1780 года[по какому календарю?] в Кобленце — старший сын Х. И. Трузсона, который спустя два года после рождения сына перешёл на военную службу в Российскую империю.
В 1796 году инженер-подпоручиком он поступил на российскую военную службу. После присоединения крепости Баку в Российское подданство инженер-майор Трузсон с 1 декабря 1806 года был назначен командиром инженерной команды Бакинской крепости и занимал эту должность до 1810 года. С 26 декабря 1807 года — подполковник, с 27 января 1811 года — полковник. В 1815—1819 годах руководил строительством Динабургской крепости.
С 12 декабря 1817 года — генерал-майор. За выслугу лет был награждён 16 декабря 1821 года орденом Св. Георгия 4-й степени. В 1822 году был назначен начальником Санкт-Петербургского инженерного корпуса. В 1827 году награждён орденом Св. Анны 1-й степени; в 1829 году получил к ордену алмазные знаки.
В генерал-лейтенанты был произведён 28 января 1830 года; в 1840 году получил орден Св. Владимира 2-й степени.
Состоял действительным членом Минералогического общества с 1832 года. Был председателем Инженерного отделения Военно-учёного комитета.
Умер 24 апреля (6 мая) 1843 года в Санкт-Петербурге; похоронен на Смоленском евангелическом кладбище.
Был женат на Франциске Трузсон (Franziska Trousson) (1799—1843). Их дети: Александр, Фёдор, Мария (в замужестве Гордеева; 1821—1903), Луиза (княгиня Волконская; 1825—1890), Фанни (жена Н. Т. Погуляева; 1830—1902).